# Michiuca
Michiuca är en ort i Mexiko.   Den ligger i kommunen Huauchinango och delstaten Puebla, i den sydöstra delen av landet, 140 km nordost om huvudstaden Mexico City. Michiuca ligger 1 421 meter över havet och antalet invånare är 277.
Terrängen runt Michiuca är lite bergig. Runt Michiuca är det ganska tätbefolkat, med 192 invånare per kvadratkilometer. Närmaste större samhälle är Huauchinango, 3,4 km sydväst om Michiuca. I omgivningarna runt Michiuca växer i huvudsak blandskog.